# Kabinet-Noda
Het kabinet–Noda (Japans: 野田内閣) was de regering van het Keizerrijk Japan van 1 september 2010 tot 26 december 2012.

## Kabinet–Noda (2011–2012)
| Ambtsbekleder                          | Ambtsbekleder       | Ambtsbekleder                            | Functie(s)                                                        | Ambtstermijn      | Ambtstermijn      | Partij |
| -------------------------------------- | ------------------- | ---------------------------------------- | ----------------------------------------------------------------- | ----------------- | ----------------- | ------ |
|                                        | Yoshihiko Noda      | Yoshihiko Noda 野田佳彦 (1957)           | Premier                                                           | 1 september 2011  | 26 december 2012  | DP     |
|                                        | Katsuya Okada       | Katsuya Okada 岡田克也 (1953)            | Vicepremier                                                       | 12 januari 2012   | 26 December 2012  | DP     |
| Minister voor Bestuurlijke Vernieuwing | Katsuya Okada       | Katsuya Okada 岡田克也 (1953)            |                                                                   | 12 januari 2012   | 26 December 2012  | DP     |
|                                        | Osamu Fujimura      | Osamu Fujimura 藤村修 (1949)             | Secretaris- generaal                                              | 1 september 2011  | 26 december 2012  | DP     |
|                                        | Tatsuo Kawabata     | Tatsuo Kawabata 川端達夫 (1945)          | Minister van Binnenlandse Zaken en Communicatie                   | 1 september 2011  | 1 oktober 2012    | DP     |
|                                        | Shinji Tarutoko     | Shinji Tarutoko 樽床伸二 (1959)          | Minister van Binnenlandse Zaken en Communicatie                   | 1 oktober 2012    | 26 december 2012  | DP     |
|                                        | Koichiro Genba      | Koichiro Genba 玄葉光一郎 (1964)         | Minister van Buitenlandse Zaken                                   | 1 september 2011  | 26 december 2012  | DP     |
|                                        | Jun Azumi           | Jun Azumi 安住淳 (1962)                  | Minister van Financiën                                            | 1 september 2011  | 1 oktober 2012    | DP     |
|                                        | Koriki Jojima       | Koriki Jojima 城島光力 (1947)            | Minister van Financiën                                            | 1 oktober 2012    | 26 december 2012  | DP     |
|                                        | Hideo Hiraoka       | Hideo Hiraoka 平岡秀夫 (1954)            | Minister van Justitie                                             | 1 september 2011  | 12 januari 2012   | DP     |
|                                        | Toshio Ogawa        | Toshio Ogawa 小川敏夫 (1948)             | Minister van Justitie                                             | 12 januari 2012   | 4 juni 2012       | DP     |
|                                        | Makoto Taki         | Makoto Taki 滝実 (1938)                  | Minister van Justitie                                             | 4 juni 2012       | 1 oktober 2012    | DP     |
|                                        | Keishu Tanaka       | Keishu Tanaka 田中慶秋 (1938–2022)       | Minister van Justitie                                             | 1 oktober 2012    | 24 oktober 2012   | DP     |
|                                        | Tadamasa Kodaira    | Tadamasa Kodaira 小平忠正 (1942)         | Minister van Justitie                                             | 24 oktober 2012   | 26 oktober 2012   | DP     |
|                                        | Makoto Taki         | Makoto Taki 滝実 (1938)                  | Minister van Justitie                                             | 26 oktober 2012   | 26 december 2012  | DP     |
|                                        | Yoshio Hachiro      | Yoshio Hachiro 鉢呂吉雄 (1948)           | Minister van Economische Zaken                                    | 1 september 2011  | 11 september 2011 | DP     |
|                                        | Osamu Fujimura      | Osamu Fujimura 藤村修 (1949)             | Minister van Economische Zaken                                    | 11 september 2011 | 12 september 2011 | DP     |
|                                        | Yukio Edano         | Yukio Edano 枝野幸男 (1964)              | Minister van Economische Zaken                                    | 12 september 2011 | 26 december 2012  | DP     |
|                                        | Yasuo Ichikawa      | Yasuo Ichikawa 一川保夫 (1942)           | Minister van Defensie                                             | 1 september 2011  | 12 januari 2012   | DP     |
|                                        | Naoki Tanaka        | Naoki Tanaka 田中直紀 (1940)             | Minister van Defensie                                             | 12 januari 2012   | 4 juni 2012       | DP     |
|                                        | Satoshi Morimoto    | Satoshi Morimoto 森本敏 (1941)           | Minister van Defensie                                             | 4 juni 2012       | 26 december 2012  | O      |
|                                        | Yoko Komiyama       | Yoko Komiyama 小宮山洋子 (1948)          | Minister van Volksgezondheid, Arbeid en Welzijn                   | 1 september 2011  | 1 oktober 2012    | DP     |
|                                        | Wakio Mitsui        | Wakio Mitsui 三井辨雄 (1942–2021)        | Minister van Volksgezondheid, Arbeid en Welzijn                   | 1 oktober 2012    | 26 december 2012  | DP     |
|                                        | Masaharu Nakagawa   | Masaharu Nakagawa 中川正春 (1950)        | Minister van Onderwijs, Cultuur, Sport, Wetenschap en Technologie | 1 september 2011  | 12 januari 2012   | DP     |
|                                        | Hirofumi Hirano     | Hirofumi Hirano 平野博文 (1949)          | Minister van Onderwijs, Cultuur, Sport, Wetenschap en Technologie | 12 januari 2012   | 1 oktober 2012    | DP     |
|                                        | Makiko Tanaka       | Makiko Tanaka 田中眞紀子 (1944)          | Minister van Onderwijs, Cultuur, Sport, Wetenschap en Technologie | 1 oktober 2012    | 26 december 2012  | DP     |
|                                        | Takeshi Maeda       | Takeshi Maeda 前田武志 (1937)            | Minister van Transport Infrastructuur en Toerisme                 | 1 september 2011  | 4 juni 2012       | DP     |
|                                        | Yuichiro Hata       | Yuichiro Hata 羽田雄一 (1967–2020)       | Minister van Transport Infrastructuur en Toerisme                 | 4 juni 2012       | 26 december 2012  | DP     |
|                                        | Michihiko Kano      | Michihiko Kano 鹿野道彦 (1942–2021)      | Minister van Landbouw, Bosbouw en Visserij                        | 17 september 2010 | 4 juni 2012       | DP     |
|                                        | Akira Gunji         | Akira Gunji 郡司彰 (1949)                | Minister van Landbouw, Bosbouw en Visserij                        | 4 juni 2012       | 26 december 2012  | DP     |
|                                        | Goshi Hosono        | Goshi Hosono 細野豪志 (1971)             | Minister van Milieu                                               | 1 september 2011  | 1 oktober 2012    | DP     |
|                                        | Hiroyuki Nagahama   | Hiroyuki Nagahama 長浜博行 (1958)        | Minister van Milieu                                               | 1 oktober 2012    | 26 december 2012  | DP     |
|                                        | Kenji Yamaoka       | Kenji Yamaoka 山岡賢次 (1943)            | Voorzitter van de Commissie voor Openbare Orde en Veiligheid      | 1 september 2011  | 12 januari 2012   | DP     |
| Minister zonder portefeuille           | Kenji Yamaoka       | Kenji Yamaoka 山岡賢次 (1943)            |                                                                   | 1 september 2011  | 12 januari 2012   | DP     |
| Minister voor Consumenten- belangen    | Kenji Yamaoka       | Kenji Yamaoka 山岡賢次 (1943)            |                                                                   | 1 september 2011  | 12 januari 2012   | DP     |
| Minister voor Voedselveiligheid        | Kenji Yamaoka       | Kenji Yamaoka 山岡賢次 (1943)            |                                                                   | 1 september 2011  | 12 januari 2012   | DP     |
|                                        | Jin Matsubara       | Jin Matsubara 松原仁 (1956)              | Voorzitter van de Commissie voor Openbare Orde en Veiligheid      | 12 januari 2012   | 1 oktober 2012    | DP     |
| Minister zonder portefeuille           | Jin Matsubara       | Jin Matsubara 松原仁 (1956)              |                                                                   | 12 januari 2012   | 1 oktober 2012    | DP     |
| Minister voor Consumenten- belangen    | Jin Matsubara       | Jin Matsubara 松原仁 (1956)              |                                                                   | 12 januari 2012   | 1 oktober 2012    | DP     |
| Minister voor Voedselveiligheid        | Jin Matsubara       | Jin Matsubara 松原仁 (1956)              |                                                                   | 12 januari 2012   | 1 oktober 2012    | DP     |
|                                        | Tadamasa Kodaira    | Tadamasa Kodaira 小平忠正 (1942)         | Voorzitter van de Commissie voor Openbare Orde en Veiligheid      | 1 oktober 2012    | 26 december 2012  | DP     |
| Minister zonder portefeuille           | Tadamasa Kodaira    | Tadamasa Kodaira 小平忠正 (1942)         |                                                                   | 1 oktober 2012    | 26 december 2012  | DP     |
| Minister voor Consumenten- belangen    | Tadamasa Kodaira    | Tadamasa Kodaira 小平忠正 (1942)         |                                                                   | 1 oktober 2012    | 26 december 2012  | DP     |
| Minister voor Voedselveiligheid        | Tadamasa Kodaira    | Tadamasa Kodaira 小平忠正 (1942)         |                                                                   | 1 oktober 2012    | 26 december 2012  | DP     |
|                                        | Shozaburo Jimi      | Shozaburo Jimi 自見庄三郎 (1945)         | Minister voor Financiële Diensten                                 | 11 juni 2010      | 4 juni 2012       | PNP    |
|                                        | Tadahiro Matsushita | Tadahiro Matsushita 松下忠洋 (1939–2012) | Minister voor Financiële Diensten                                 | 4 juni 2012       | 10 september 2012 | PNP    |
|                                        | Jun Azumi           | Jun Azumi 安住淳 (1962)                  | Minister voor Financiële Diensten                                 | 10 september 2012 | 1 oktober 2012    | DP     |
|                                        | Ikko Nakatsuka      | Ikko Nakatsuka 中塚一宏 (1965)           | Minister voor Financiële Diensten                                 | 1 oktober 2012    | 26 december 2012  | DP     |
| Minister voor Gelijkheid               | Ikko Nakatsuka      | Ikko Nakatsuka 中塚一宏 (1965)           | DP                                                                | 1 oktober 2012    | 26 december 2012  |        |
| Minister voor Geboorte Statistieken    | Ikko Nakatsuka      | Ikko Nakatsuka 中塚一宏 (1965)           | DP                                                                | 1 oktober 2012    | 26 december 2012  |        |

Yoshida I ·
Katayama ·
Ashida ·
Yoshida II ·
Yoshida III ·
Yoshida IV ·
Yoshida V ·
I. Hatoyama I ·
I. Hatoyama II ·
I. Hatoyama III ·
Ishibashi ·
Kishi I ·
Kishi II ·
Ikeda I ·
Ikeda II ·
Ikeda III ·
Sato I ·
Sato II ·
Sato III ·
K. Tanaka I ·
K. Tanaka II ·
Miki ·
T. Fukuda ·
Ohira I ·
Ohira II ·
Suzuki ·
Nakasone I ·
Nakasone II ·
Nakasone III ·
Takeshita ·
Uno ·
Kaifu I ·
Kaifu II ·
Miyazawa ·
Hosokawa ·
Hata ·
Murayama ·
Hashimoto I ·
Hashimoto II ·
Obuchi ·
Mori I ·
Mori II ·
Koizumi I · 
Koizumi II ·
Koizumi III ·
Abe I ·
Y. Fukuda ·
Aso ·
Y. Hatoyama ·
Kan ·
Noda ·
Abe II ·
Abe III ·
Abe IV ·
Suga ·
Kishida I ·
Kishida II